# Orde Basilià de Sant Josafat
L'Orde Basilià de Sant Josafat (llatí: Ordo Basilianus Sancti Iosaphat) és un orde monàstic masculí catòlic de ritu bizantí. Els monjos de l'orde posposen al seu nom les sigles O.S.B.M. Fins al 1967 s'anomenà Orde de Sant Basili el Gran (llatí: Ordo Sancti Basilii Magni).

## Història
L'orde s'originà en la reforma del monaquisme de ritu bizantí i tradició basiliana de l'església greco-catòlica rutena. Arran de la integració de l'Església Oriental de Rutènia (que comprenia les actuals Ucraïna i Belarús) a les esglésies catòliques en 1596 (Unió de Brest), s'inicià la reforma de la vida monàstica, tant per corregir la relaxació i el declivi que hi havia llavors com per adequar-la al catolicisme.
La reforma fou començada al monestir de la Santíssima Trinitat de Vílnius pel seu arximandrita Josafat Kuntsevitx (1580-1623) a partir de 1607, amb el monjo Josep Benjamí Rutski. En 1617, els monestirs d'aquest ritual es federaren i constituïren una congregació centralitzada, cosa totalment aliena al cristianisme oriental, on cada monestir és autònom i autocèfal. El nou orde monàstic fou posat sota la jurisdicció d'un superior general o protoarximandrita que residia al monestir de Vílnius i depenia directament del metropolità corresponent. L'institut, per la seva vinculació amb el monaquisme oriental, fou anomenat Orde de Sant Basili el Gran. La reforma fou molt influïda pels ordes de clergues regulars catòlics d'occident, sobretot els jesuïtes, que esdevingueren el model del nou monaquisme basilià i determinaren la dedicació a la formació i l'educació del nou orde.

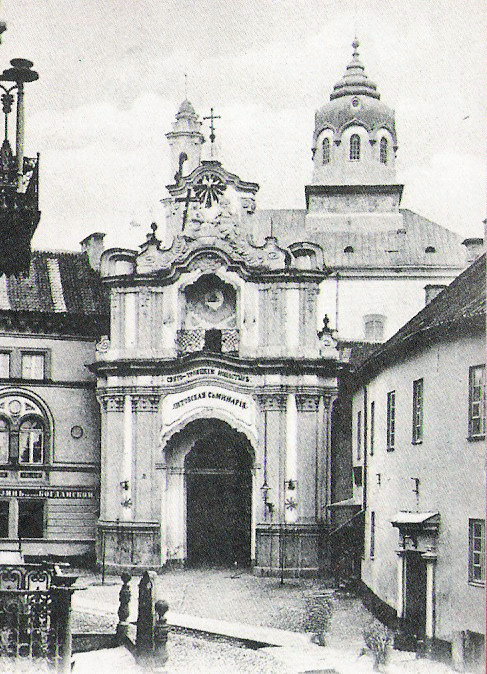
Convent de Vílnius, inici de la reforma basiliana, en 1900

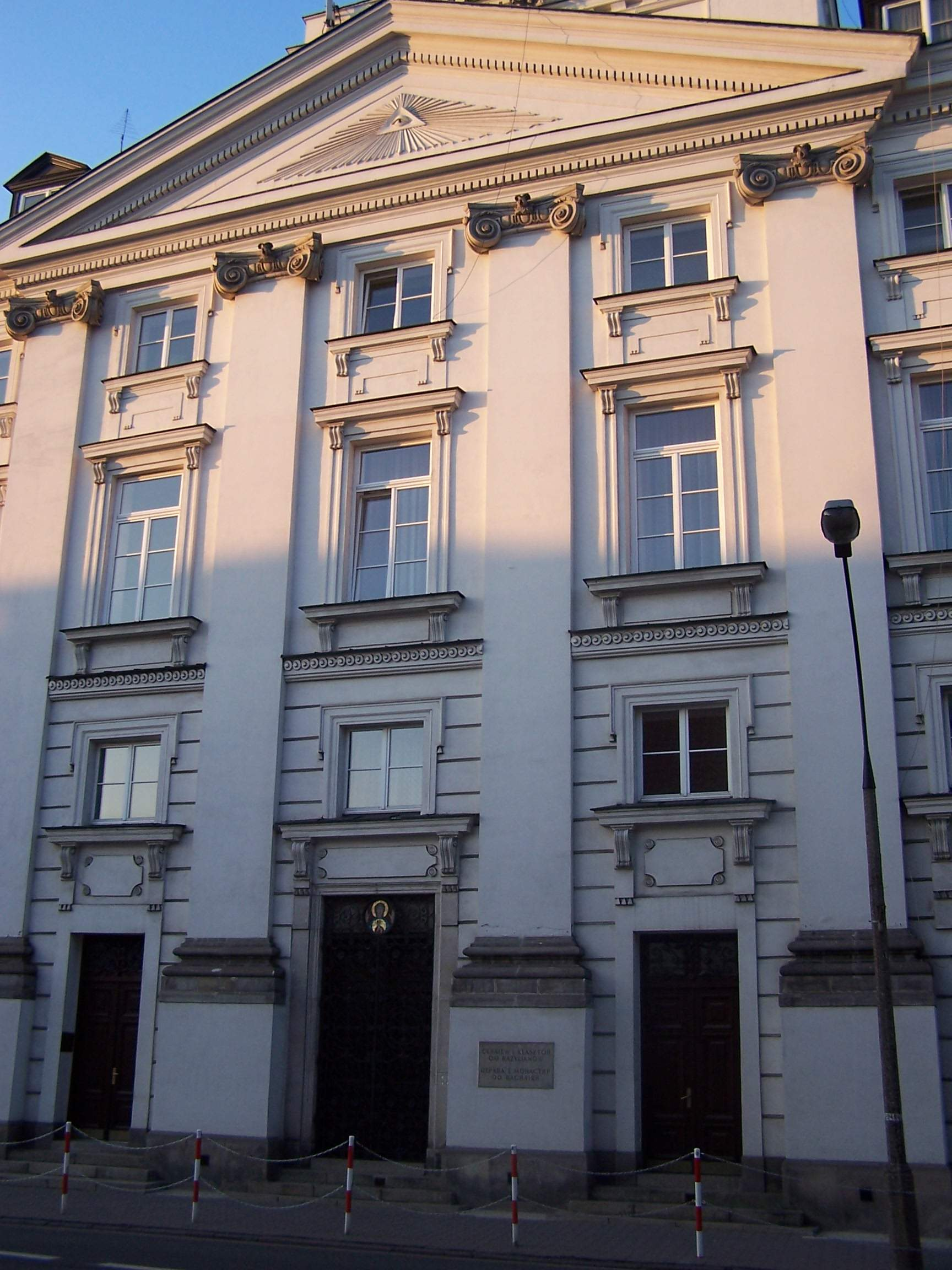
Monestir de Varsòvia, anomenat Ull de la Providència.

La Santa Seu va aprovar l'orde el 20 d'agost de 1631. En 1739, monestir de Halychyna formaren una segona congregació i en 1744 les dues congregacions foren unides en l'Orde Rutè de Sant Basili el Gran per Benet XIV. L'orde va ésser important als territoris rutens, essent un factor important en la formació dels clergues i els laics, ja que promovia la cultura pròpia enfront de la polonesa, dominant en la Confederació de Polònia i Lituània a la qual pertanyien Ucraïna i Belarús. Cap al 1772, l'orde tenia més de 200 monestirs i mil monjos, sis seminaris, vint escoles i col·legis i quatre impremtes.
En acabar el segle xviii, les terres de Rutènia passaren a l'Imperi Rus: l'orde, com l'Església Rutena, fou perseguit i els monestirs passaren a mans de l'Església Ortodoxa Russa. Només subsistí a la part d'Ucraïna que quedà sota domini de l'Imperi d'Àustria, i encara i això va patir la política anticlerical de Josep II del Sacre Imperi Romanogermànic.
A mitjan segle xix començà a renovar-se l'orde, que després de la canonització del fundador en 1867 canvià el seu nom pel d'Orde Basilià de Sant Josafat. En 1882 només comptava amb 60 monjos i 14 monestirs. Lleó XII va autoritzar unes noves constitucions, redactades segons el model de la Companyia de Jesús que s'aplicaren per primer cop al monestir de Dobromil: el nou carisma de l'orde era menys contemplatiu i la predicació i les missions passaren a ser elements fonamentals de la vida del monjo. Molts monjos començaren a treballar amb els emigrants ucraïnesos, fundant monestirs en el lloc on anaven: Brasil (1897), Canadà (1902), Estats Units (1907) o Argentina (1934). També es constituïren províncies a la Transcarpàcia, Hongria, Iugoslàvia i Romania. En 1939 ja n'hi havia més de 650 monjos.
La Revolució Soviètica i la postguerra van fer que l'Església grecocatòlica ucraïnesa fos suprimida als seus territoris originaris i només sobrevisqués clandestinament. A tots els territoris d'influència soviètica, només un únic monestir basilià fou autoritzar a continuar obert, a Varsòvia. L'orde va sobreviure a les comunitats ucraineses de la diàspora en els estats americans, i en algunes parts de Iusgoslàvia 
A partir dels anys noranta del segle xx, l'orde tornà a Ucraïna i altres països eslaus.

## Difusió
Els basilians de Sant Josafat són un orde de vida contemplativa que avui es troba en comunitats a: Lituània, Hongria, Belarús i estats americans.
En acabar 2005, l'orde tenia 90 monestirs i 589 religiosos, 309 dels quals són preveres.